# Nipah vírus
A Nipah vírus (Nipah henipavirus) egy denevérekben jelenlévő, az emberekben és egyéb állatokban is fertőzést okozni képes vírus. Számos járványt okozott Dél- és Délkelet-Ázsiában. A Nipah vírus a Henipavirus nemzetségbe tartozik, akárcsak a szintén megbetegedéseket okozó Hendra vírus.

## Virológia
Akárcsak a többi henipavírusé, a Nipah vírus genomja egy nem szegmentált, több mint 18000 bázisból álló negatív-szenz egyszálú RNS, ami sokkal hosszabb a többi paramyxovírusénál. A vírusrészecskék változó méretűek, és lehetnek szálasak vagy gömbölyűek, helikális nukleokapsziddal. Hat struktúrproteint állítanak elő a fertőzött sejtek: az N-et (nukleokapszid), a P-t (foszfoprotein), az M-et (mátrix), az F-et (fúziós), a G-t (glikoprotein) és az L-et (RNS-polimeráz). Mindemellett három nem szerkezetalkotó fehérjét is kódol a P nyitott leolvasási keret: a C-t, a V-t és a W-t. A G glikoprotein tetramerként kapcsolódik össze, hogy a gazdasejt receptoraihoz kapcsolódó fehérjét alkossa, míg az F fehérje trimert alkot, és a sejtfúziót irányítja.

### Tropizmus
A B2-es és B3-as efrineket azonosították a Nipah vírus fő receptoraiként. Az efrinek altípusainak szervezetbéli eloszlása összetett, a B3-as különösen nagymértékben van jelen egyes agyi területeken.

### Fejlődés
Valószínűleg 1947-ben (95%-os konfidenciaintervallum: 1888–1988 közt) jelent meg a vírus. A vírusnak két kládja van: az egyik 1995 (95%-os konfidenciaintervallum: 1985–2002 közt), a másik 1985 körül (95%-os konfidenciaintervallum: 1971–1996 közt) fejlődött ki. A mutációs rátát kb. 6,5·10−4 megváltozás/hely/évre becsülték (95%-os konfidenciaintervallum: 2,3·10−4-1,18·10−3), ami hasonló más RNS-vírusokkal.

## Földrajzi elterjedés
A Nipah vírust kimutatták Kambodzsában a Lyle-repülőkutyában (Pteropus lylei). Mindemellett a P. lylei és a Hipposideros larvatus vizeletében és nyálában is kimutatták a vírus RNS-ét. A vírust Malajziában kimutatták denevérek vizeletmintáiból és általuk részben elfogyasztott gyümölcsökből. Antitesteket mutattak ki a henipavírusok ellen a madagaszkári (Pteropus rufus, Eidolon dupreanum) és a ghánai (Eidolon helvum) gyümölcsdenevérekben is, ami a vírusok széles földrajzi elterjedését jelzi. 2021 szeptemberében a vírus ismét felbukkant az India délnyugati részén fekvő Kerala államban, a COVID-19 járvány mellett, ami alapból jelentősen terhelte a helyi egészségügyi szerveket.

## Történet

### Felbukkanás
A Nipah vírus-fertőzés első eseteit 1998-ban azonosították, mikor egy malajziai sertésfarmon kitört járványtól 265 ember fertőződött meg, és 105-en haltak meg. A vírust 1999-ben izolálták először, és nevét is arról a településről kapta (Sungai Nipah), ahol az a páciens élt, akiből sikerült a vírust izolálni. A járvány miatt egymillió sertést kellett leölni. Szingapúrban 11 fertőződést és 1 halálesetet jelentettek, amik az érintett malajziai farmokból importált sertéseknek kitett munkások körében történtek.
A járványt eleinte japán agyvelőgyulladásnak hitték, de a helyi háziorvosok észrevették, hogy a japán agyvelőgyulladás ellen beoltott felnőttek közt különösen magas volt a megbetegedések száma, ami más betegségre utalt. Bár e megfigyeléseket már az első hónapban tudták, Malajzia egészségügyi minisztériuma nem vette figyelembe, s országos tájékoztatókampányt indított a japán agyvelőgyulladás és terjesztői, a Culex szúnyogok veszélyeiről.
A malajziai járvány tünetei az emberekben többnyire agyvelőgyulladás-szerűek voltak, míg a sertésekben többnyire légzésiek. A későbbi járványok légzési betegségeket okoztak embereknél, ami az emberek közti terjedés valószínűségét növelte, és ami a vírus még veszélyesebb változatainak létét jelezte.
A szeroprevalencia-adatok és a vírusizoláción alapuló adatok szerint a Nipah vírus elsődleges hordozói a Pteropus nembe tartozó gyümölcsdenevérek, beleértve a Pteropus vampyrus (óriás repülőkutya) és a Pteropus hypomelanus, amelyek mindketten megtalálhatók Malajziában.
A Nipah vírus repülőkutyákról sertésekre való átterjedésének oka feltehetően a sertésfarmok és a denevérek élőhelyei közti egyre növekvő átfedés volt. Az egyik vizsgált farm esetében a gyümölcsösök közel voltak a sertésfarmhoz, ami lehetővé tette, hogy vizelet, ürülék és részben elfogyasztott gyümölcs kerüljön át a sertésekhez. További kutatások kimutatták, hogy a vírus 1996 óta terjedhetett anélkül, hogy észlelték volna.

### További járványok
Nipah vírus-járványokat észleltek Malajziában, Szingapúrban, Bangladesben és Indiában. A legmagasabb halálozási arány Indiában volt, ahol járványai általában télen történtek. A Nipah vírus először 1998-ban jelent meg Nyugat-Malajziában sertésekben és sertéstartókban. 1999 közepére több mint 265 ember kapott agyvelőgyulladást, és 105-en bele is haltak Malajziában, 11 esetet jelentettek Szingapúrból agyvelőgyulladással vagy légzési betegséggel, valamint egy halálesetet. 2001-ben a bangladesi Meherpur körzetből és az indiai Sziliguriból jelentették a Nipah vírus felbukkanását. A járvány 2003-ban, 2004-ben és 2005-ben ismét megjelent Naogaon, Manikgandzs, Rádzsbari, Fáridpur és Tangail körzetekben. Bangladesben 2018-ban újra kitört a Nipah vírus-járvány. A dél-indiai Keralában 2018-ban szintén volt Nipah vírus-járvány, legalább 10 halálos áldozattal.

## Tünetei
- Láz
- Fejfájás
- Mialgia (izomfájdalom)
- Hányás
- Torokfájás

Ezeket súlyosabb tünetek követhetik, mint például:
- rosszullét
- megváltozott tudatállapot
- akut agyvelőgyulladás
- atipikus tüdőgyulladás
- rohamok[25]

## Fordítás
- Ez a szócikk részben vagy egészben  a   Nipah virus című angol Wikipédia-szócikk fordításán alapul.  Az eredeti cikk szerkesztőit annak laptörténete sorolja fel. Ez a jelzés csupán a megfogalmazás eredetét és a szerzői jogokat jelzi, nem szolgál a cikkben szereplő információk forrásmegjelöléseként.
- Ez a szócikk részben vagy egészben  a   Nipah-Virus című német Wikipédia-szócikk fordításán alapul.  Az eredeti cikk szerkesztőit annak laptörténete sorolja fel. Ez a jelzés csupán a megfogalmazás eredetét és a szerzői jogokat jelzi, nem szolgál a cikkben szereplő információk forrásmegjelöléseként.